# Armorial des familles de Flandre et d'Artois
L'Armorial des familles de Flandre et d'Artois présente les armoiries, sous forme de figures et de blasonnements, ainsi que les devises des familles nobles et notables ayant eu une présence significative dans les provinces de Flandre et d'Artois sous l'Ancien Régime.

## Liste des familles
- Haut – A
- B
- C
- D
- E
- F
- G
- H
- I
- J
- K
- L
- M
- N
- O
- P
- Q
- R
- S
- T
- U
- V
- W
- X
- Y
- Z

### A
| Blason                       | Nom de la famille, blasonnement et devise | Province       |
| ---------------------------- | --- | -------------- |
| Blason Famille d'Haffrengues | Famille d'Affringues ou Haffrengues D'azur à la fasce d'or, accompagnée en chef de trois étoiles d'or et en pointe d'un oiseau de même., Alias les étoiles d'argent.              | Artois Flandre |
|                              | Famille d’Amerval de Fresne D'azur à trois besants d'argent. | Hainaut        |
|                              | Famille d'Assignies et Tournay d'Assignies Fascé de gueules et de vair de six (alias : huit) pièces., Alias d'or à trois lions naissants de gueules, armés et lampassés d'argent. | Artois Flandre |
|                              | Famille d'Auxy Échiqueté d'or et de gueules. | Artois         |
| Blason Azincourt             | Maison d'Azincourt D'argent, à une aigle de gueules éployée, à deux têtes, membrée d'azur.                                                                                        | Artois         |

### B
| Blason                         | Nom de la famille, blasonnement et devise                                                                                  | Province       |
| ------------------------------ | --- | -------------- |
|                                | Famille de Baecque Écartelé : aux 1 et 4 d'or au sanglier courant de sable ; aux 2 et 3 d'or à l'aigle bicéphale de sable. | Flandre        |
| d'argent à la bande de gueules | Famille de Bailleul de Lesdain D'argent à la bande de gueules.                                                             | Artois         |
|                                | Maison de Beauffort D'azur, à trois jumelles d'or. Devise : « In bello fortis »                                            | Artois Flandre |
|                                | Famille de Beaumetz ou Beaumez De gueules, à la croix engrêlée d'or.                                                       | Artois         |
| Blason Famille de Belvalet     | Famille de Belvalet D'argent, au lion morné de gueules.                                                                    | Artois         |
|                                | Maison de Berlette Gironné d'argent et de gueules.                                                                         | Artois         |
|                                | Maison de Berghes-Saint-Winock D'or, au lion de gueules armé et lampassé d'azur.                                           | Flandre        |
|                                | Famille Bernard olim Bernard de Meurin D'argent au chevron de gueules accompagné de trois abeilles au naturel.             | Flandre        |
|                                | Maison de Bernieulles D'or, à la croix ancrée de gueules.                                                                  | Artois         |
|                                | Maison de Béthune D'argent à une fasce de gueules. Alias bandé d'or et de gueules. Devise : « Disulere mihi fugeo »        | Artois         |
|                                | Famille du Bois de Hoves et de Fosseux D'azur à trois coquilles d'or.                                                      | Artois         |
|                                | Famille Bommart D'argent à l'arbre de sinople, terrassé du même, accosté de deux étoiles à six rais de gueules.            | Flandre        |
| Blason famille de Bonnières    | Famille de Bonnières Vairé d'or et d'azur.                                                                                 | Artois         |
|                                | Famille de Bourbourg D'azur, à trois tierces d'or.                                                                         | Flandre Artois |
| Blason Bousies                 | Famille de Bousies D'azur à la croix d'argent., Cri de guerre : « Les corbeaux ! » ou « Bousies au bon fiz ! »             | Flandre        |
|                                | Famille de Briaerde ou Bryarde D'argent à trois cors de chasse de sable, liés de gueules, virolés d'or.                    | Flandre        |
|                                | Famille Briois de Beaumetz De gueules, à trois gerbes d'or ; à la bordure d'or chargée de huit tourteaux du champ.         | Artois         |
|                                | Famille de Briois de La Mairie De gueules, à trois gerbes d'or ; à la bordure d'or chargée de huit tourteaux du champ.     | Artois         |

### C
| Blason                     | Nom de la famille, blasonnement et devise | Province        |
| -------------------------- | --- | --------------- |
|                            | Famille Le Cambier d'Aigny D'azur à trois clefs d'or. | Artois          |
|                            | Maison de Campdavène dite de Saint-Pol D'azur à une gerbe d'avoine d'or.,                                                                                         | Artois          |
|                            | Famille du Campe de Rosamel D'argent à deux fasces de gueules. | Artois          |
| Blason Famille de Canteleu | Famille de Canteleu D'argent, à la fasce de gueules, chargée d'une gerbe [d'avoine] d'or. Alias liée de gueules.                                                  | Artois          |
|                            | Maison de Cardevac d'Havrincourt D'hermine au chef de sable. Devise : « Au ciel Beaumont » ou « Mieux mourir que ternir » Cri de guerre : « À jamais Cardevac ! » | Artois          |
| Blason Famille Carondelet  | Famille Carondelet D'azur, à la bande d'or, accompagnée de six besants de même mis en orle.                                                                       | Flandre         |
|                            | Famille du Chastel de la Howarderie ou Duchastel De gueules au lion d'argent.                                                                                     | Flandre         |
|                            | Famille de Comines ou Commines D'or à un écusson de gueules, chargé d'une croix de vair. Alias à un écusson de gueules accompagné d'un orle de roses du même.     | Flandre, Artois |
| Blason Famille de Condé    | Famille de Condé D'or, à la fasce de gueules. Devise : « Loyauté » Cri de guerre : « Vieil Condé ! »                                                              | Flandre         |
|                            | Famille de Créquy D'or, au créquier de gueules. Devise : « Nul ne s'y frotte » Cri de guerre : « À Créquy, Créquy le grand baron ! »                              | Artois          |
|                            | Famille de Crésecques ou Qérecques, Ardres de Crésecques D'azur, à deux tierces d'or ; au chef de même. Alias trois tierces.                                      | Artois          |
| Blason Croix               | Maison de Croix D'argent, à la croix d'azur., Cri de guerre : « Fiennes ! »                                                                                       | Artois Flandre  |

### D
| Blason | Nom de la famille, blasonnement et devise                                                                          | Province |
| ------ | --- | -------- |
|        | Maison de Dion D'argent, à l'aigle éployée de sable, chargée d'un écu d'azur au lion d'or et à la bordure du même. | Artois   |

### E
| Blason | Nom de la famille, blasonnement et devise | Province |
| ------ | --- | -------- |
|        | Maison d'Estourmel alias Creton d'Estourmel De gueules à la croix engrêlée d'argent., Alias la croix dentelée. Devise : « Vaillant sur la crête » Cri de guerre : « Creton ! » | Flandre  |

### F
| Blason | Nom de la famille, blasonnement et devise                                                                   | Province       |
| ------ | --- | -------------- |
|        | Maison de Fléchin ou Fleschin Fascé d'or et de sable de six pièces.                                         | Artois         |
|        | Famille de Francqueville ou Franqueville D'azur à une étoile d'or, accompagnée en chef d'un lambel du même. | Flandre Artois |

### G
| Blason                   | Nom de la famille, blasonnement et devise             | Province |
| ------------------------ | ----------------------------------------------------- | -------- |
|                          | Maison de Gand dit Vilain De sable, au chef d'argent. | Flandre  |
| d'or à la bande de sable | Famille de Gomicourt D'or, à la bande de sable.,      | Artois   |
| d'or à la bande de sable | Famille de Gonnelieu D'or, à la bande de sable.       | Flandre  |

### H
| Blason | Nom de la famille, blasonnement et devise | Province |
| ------ | --- | -------- |
|        | Maison de Habarcq Fascé d'or et d'azur de huit pièces. | Artois   |
|        | Maison de Hauteclocque D'argent, à la croix de gueules chargée de cinq coquilles d'or., Devise : « On entend loing haulte cloque » Cri : « Saint-Pol ! »                              | Artois   |
|        | Famille de Haynin D'or, à la croix engrêlée de gueules. | Artois   |
|        | Famille de Hellin d'Hangest D'argent à trois coquilles de sable., | Flandre  |
|        | Maison de Hénin-Liétard De gueules, à la bande d'or. | Artois   |
|        | Famille d'Hinnisdal ou Hinnisdael De sable au chef d'argent, chargé de trois poules d'eau de sable becquées et membrées de gueules. Alias le chef chargé de trois merlettes de sable. | Artois   |
|        | Famille d'Humières D'argent, fretté de sable. Devise : « Mihi gloria fructus » ou « No quiero menos »                                                                                 | Artois   |

### L
| Blason | Nom de la famille, blasonnement et devise | Province |
| ------ | --- | -------- |
|        | Famille de Landas Parti-émanché d'argent et de gueules de dix pièces.,                                                                                       | Flandre  |
|        | Famille des Lyons ou Deslions D'argent à quatre lionceaux de sable, armés et lampassés de gueules. Alias écartelé d'argent à trois fleurs de lys de gueules. | Artois   |

### M
| Blason                         | Nom de la famille, blasonnement et devise                                                                    | Province |
| ------------------------------ | --- | -------- |
|                                | Famille des Maisières ou Desmaisières D'argent au lion de sable, armé et lampassé de gueules, couronné d'or. | Flandre  |
| Blason Maulde                  | Maison de Maulde D'or, à la bande de sable frettée d'argent.                                                 | Artois   |
|                                | Famille Merlin d'Estreux D'azur à trois cognées à main, ou haches, d'or.,                                    | Flandre  |
|                                | Maison de Merode D'or, à quatre pals de gueules ; à la bordure engrêlée d'azur.                              | Artois   |
| d'argent au sautoir de gueules | Maison du Mont-Saint-Éloi D'argent, au sautoir de gueules.                                                   | Artois   |
|                                | Famille de Morel-Tangry D'argent, à la fasce vivrée de sable.                                                | Artois   |
|                                | Famille Muyssart ou Muyssard D'azur à trois coquilles d'or.                                                  | Flandre  |

### N
| Blason | Nom de la famille, blasonnement et devise                                             | Province |
| ------ | ------------------------------------------------------------------------------------- | -------- |
|        | Maison de Nédonchel D'azur à la bande d'argent., Devise : « Antiquitas et nobilitas » | Artois   |
|        | Maison de Neuville ou Neufville-Vitasse, Witasse D'or, fretté de gueules.             | Artois   |
|        | Maison de Noyelles Écartelé d'or et de gueules.                                       | Artois   |

### O
| Blason         | Nom de la famille, blasonnement et devise          | Province |
| -------------- | -------------------------------------------------- | -------- |
| Blason Oignies | Maison d'Ongnies De sinople, à la fasce d'hermine. | Artois   |

### P
| Blason                            | Nom de la famille, blasonnement et devise                                                         | Province |
| --------------------------------- | ------------------------------------------------------------------------------------------------- | -------- |
|                                   | Famille de Pas de Feuquières De gueules au lion d'argent., Alias armé et lampassé d'or.           | Artois   |
|                                   | Famille des Plancques de Béthune D'argent, à la fasce de gueules.                                 | Artois   |
| Blason Famille Pollet de Navigers | Famille Pollet de Navigers De sable à deux étoiles d'or, rangées en fasce. Alias rangées en chef. | Artois   |
| Blason Pronville                  | Maison de Pronville De sinople à la croix engrêlée d'argent.                                      | Artois   |

### Q
| Blason                    | Nom de la famille, blasonnement et devise                    | Province |
| ------------------------- | ------------------------------------------------------------ | -------- |
| Blason famille du Quesnoy | Famille du Quesnoy de Casteau Échiqueté d'or et de gueules., | Flandre  |

### R
| Blason | Nom de la famille, blasonnement et devise | Province       |
| ------ | --- | -------------- |
|        | Maison de Renty D'argent, à trois doloires de gueules, deux en chef adossées, une en pointe.                                                     | Artois         |
|        | Maison de Ricametz De gueules, à trois coquilles d'or. Cri de guerre : « Boulogne ! »                                                            | Artois         |
|        | Maison de Roubaix D'hermine, au chef de gueules., Cri : « Doresenavent ! »                                                                       | Flandre        |
|        | Famille Le Roux de Bretagne De gueules au lion d'or ; à la bande d'azur chargée de trois étoiles d'argent [posées à plomb] brochant sur le tout. | Artois Flandre |

### S
| Blason        | Nom de la famille, blasonnement et devise | Province |
| ------------- | --- | -------- |
|               | Maison de Sacquespée De sinople, à l'aigle d'or becquée et membrée de gueules, tenant au bec une épée de sable, garnie d'or, la pointe en bas, posée en bande. | Artois   |
| Blason Sailly | Maison de Sailly D'argent, au lion de gueules, armé, couronné d'or et lampassé d'azur.                                                                         | Artois   |
|               | Maison de Saint-Omer D'azur, à la fasce d'or. | Artois   |
|               | Maison de Sainte-Aldegonde D'hermine, à la croix de gueules, chargée de cinq roses d'or.                                                                       | Artois   |
|               | Famille de Sars D'or à la bande de gueules, chargée de trois lions du champ. Alias les lions d'argent, armés et lampassés d'azur. Cri : « Ligne ! »            | Artois   |

### T
| Blason | Nom de la famille, blasonnement et devise | Province |
| ------ | --- | -------- |
|        | Famille de Thiennes D'or à la bordure d'azur, à l'écusson d'argent bordé aussi d'azur, chargé d'un lion de gueules.                                                                                | Flandre  |
|        | Maison de Tramecourt D'argent, à la croix ancrée de sable. | Artois   |
|        | Famille de Trannoy D'azur à la croix d'or chargée d'une branche de lys au naturel et cantonnée aux 1er et 2e cantons d'une épée d'argent montée d'or, aux 3e et 4e cantons d'une gerbe aussi d'or. | Artois   |

### V
| Blason                      | Nom de la famille, blasonnement et devise | Province        |
| --------------------------- | --- | --------------- |
| Blason Famille de Valicourt | Famille de Valicourt alias Valincourt D'azur, au franc-quartier d'hermine., Alias au lys d'argent terrassé du même accosté en pointe de deux lièvres courant d'argent, au franc-quartier d'hermine.                                             | Artois Flandre  |
|                             | Famille de La Viefville et La Viefville de Steenworde, de La Chapelle Fascé d'or et d'azur de huit pièces ; à trois annelets de gueules rangés en chef brochant sur les deux premières fasces., Devise : « Vernum tempus », Cri : « Habarcq ! » | Artois, Flandre |

### W
| Blason          | Nom de la famille, blasonnement et devise | Province       |
| --------------- | --- | -------------- |
|                 | Famille de Wallincourt D'argent au lion de gueules. Devise : « Wallincourt, à cour ouverte » Cri : « Wallincourt ! »                            | Cambrésis      |
|                 | Famille de Waresquiel D'argent au chevron de sable.                                                                                             | Flandre        |
| Blason Warluzel | Maison de Warluzel De sinople, à la fasce d'argent ; à la bande fuselée de gueules brochant sur le tout. Devise : « Et moi à vous de Warluzel » | Artois         |
| Blason Wavrin   | Maison de Wavrin ou Waurin D'azur, à un écusson d'argent en cœur. Devise : « Mains que le pas » Cri de guerre : « Wavrin ! »                    | Artois Flandre |
|                 | Maison de Wissocq De gueules, à la fasce d'argent accompagnée de trois losanges d'or. Alias la fasce d'or.                                      | Artois         |

### Z
| Blason | Nom de la famille, blasonnement et devise                                                                                        | Province |
| ------ | --- | -------- |
|        | Famille van Zeller d'Oosthove D'argent à une étoile de gueules accompagnée de trois merlettes de sable. Alias l'étoile de sable. | Flandre  |

- Haut – A
- B
- C
- D
- E
- F
- G
- H
- I
- J
- K
- L
- M
- N
- O
- P
- Q
- R
- S
- T
- U
- V
- W
- X
- Y
- Z